# Henriette Mendel
Enriqueta Mendel (Henriette Mendel Freiin von Wallersee; Darmstadt, 31 de julio de 1833 - Múnich, 12 de noviembre de 1891), fue una actriz de teatro alemana, enlazada a la Casa de Wittelsbach tras contraer matrimonio morganático con el hijo de Maximiliano y Ludovica de Baviera, el duque Luis de Baviera, hermano de la Emperatriz de Austria, Isabel de Baviera "Sissi".

## Biografía

### Infancia y juventud

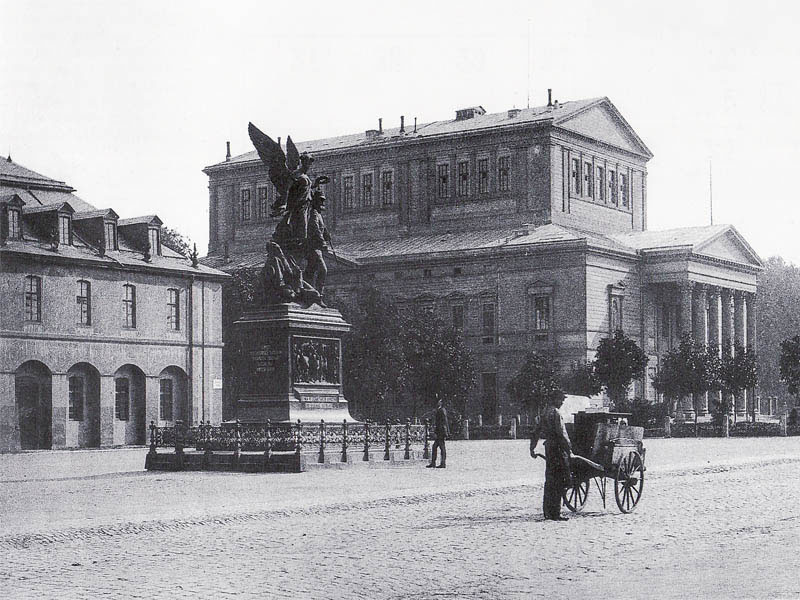
El Großherzogliches Hoftheater en una fotografía de la época.

Nacida en 1833, en Darmstadt, fue hija de Juan Adam Mendel, miembro del Club de Cazadores del duque de Hesse, y de su esposa, Ana Sofía Müller. Tanto ella como su hermana, Elisa Mendel, empezaron muy jóvenes a mezclarse con el mundo del espectáculo. Enriqueta llegó a ser una actriz de reputación. Fue precisamente, en el teatro Großherzogliches Hoftheater de Darmstadt donde conoció al que poco después sería su marido, Luis de Baviera, duque en Baviera.

### Matrimonio y descendencia

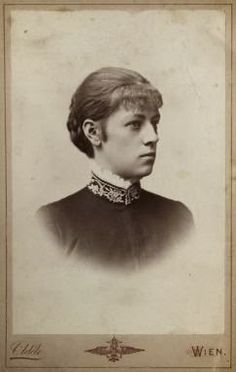
María Luisa Mendel von Wallersee, hija primogénita del matrimonio.

Enriqueta y Luis se conocieron en 1857, empezando una relación amorosa que culminó con el nacimiento de una hija ilegítima:
- María Luisa Mendel von Wallersee (1858-1940), casada con el conde Jorge Larisch von Moennich (1855-1928), que se vería envuelta en el escándalo de Mayerling que supuso el suicidio de su primo, el príncipe Rodolfo de Habsburgo, y su amante, la baronesa María Vetsera.

Cuando Enriqueta se quedó embarazada por segunda vez, Luis tuvo que renunciar el 9 de marzo de 1859 a sus derechos como hijo primogénito de su padre y a sus posibles derechos sobre el trono de Baviera. Un mes después, 9 de mayo, nació el que sería su segundo hijo:
- Carlos Manuel Mendel von Wallersee, (1859), que murió a los tres meses de nacer.

Diez días después, el 19 de mayo, el Rey Maximiliano II de Baviera decidió ennoblecer a Enriqueta con el título de baronesa de Wallersee (Freiin von Wallersee), y apenas una semana después, el 28 de mayo, Luis y Henriette contrajeron matrimonio en Augsburgo, siendo sus hijos elevados a la dignidad de barón y baronesa de Wallersee (Freiin y Freiherr von Wallersee).

### Fallecimiento

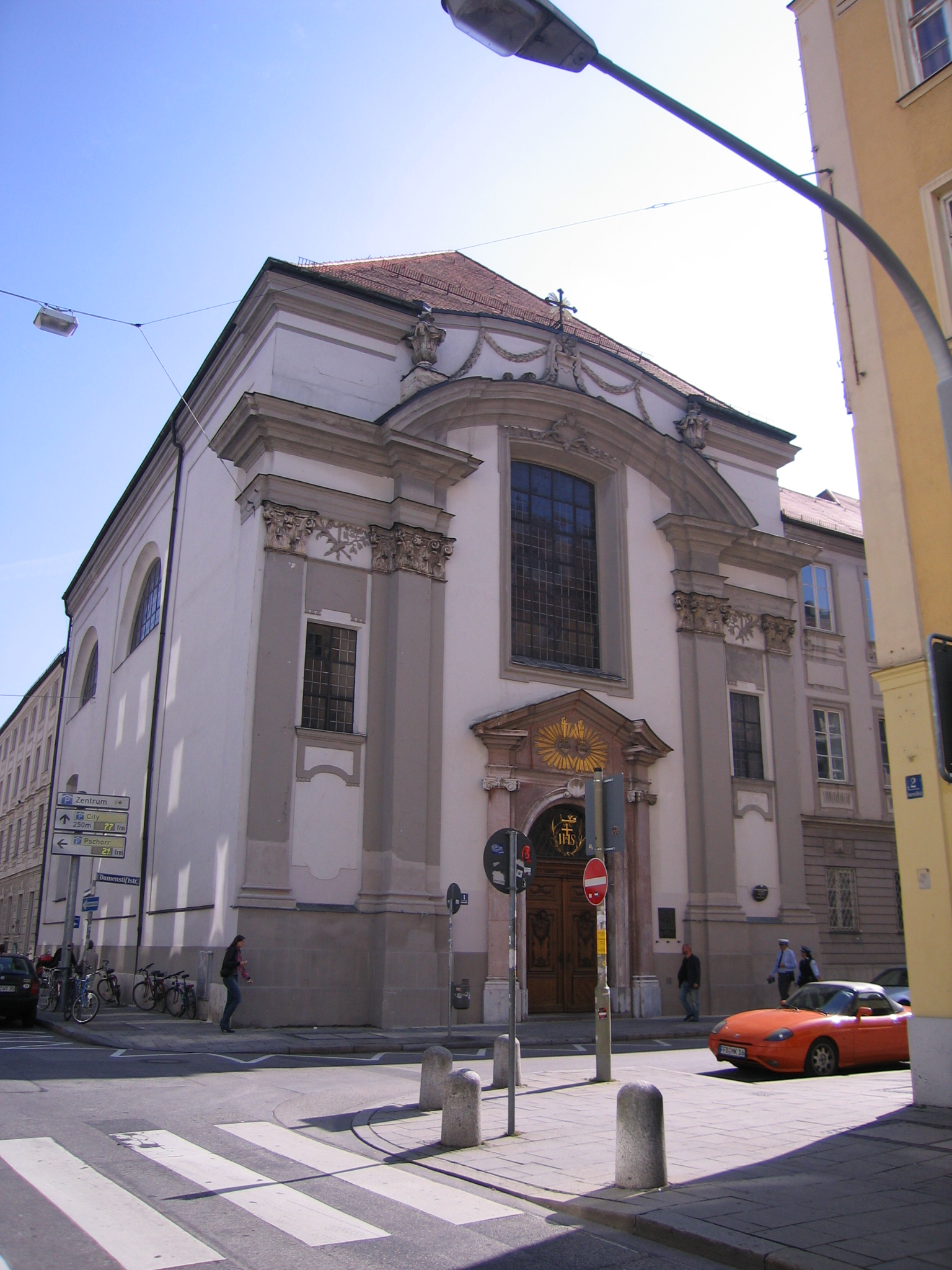
Iglesia de Santa Ana en Múnich.

Enriqueta falleció en Múnich en 1891, aquejada de un grave cáncer de estómago del que había sido tratada aunque sin ningún éxito. Su funeral, celebrado en la Iglesia de Santa Ana de Múnich (Damenstiftskirche St. Anna), fue atendido por las Familias Reales de Baviera y Austria. Su cuerpo fue trasladado a la cripta que la familia ducal poseía en la Abadía de Tegernsee, donde descansa hoy en día junto a los restos mortales de varios miembros de la familia de su esposo.
Cuando Luis cumplía apenas un año de viudo, volvió a contraer matrimonio con otra actriz, Bárbara Antonie Barth, de la que terminó divorciado en 1913.